# کاروار
كَارْوَار (کونکانی: कारवार, Karwar; کنادا: ಕಾರವಾರ; سانسکریت: कारवारम्، آوانگاری: Kāravāram; انگلیسی: Karwar, Carwar, Koney; عربی: قَرْوَار، بيت كول; پرتغالی: Baticalá) یک زیستگاه انسانی در هند است که در اوتار کانادا واقع شده‌است.

## خصوصیات
كَارْوَار ۱۰٫۹ کیلومتر مربع مساحت و ۱۱۰٬۰۰۰ نفر جمعیت دارد و ۶ متر بالاتر از سطح دریا واقع شده‌است.